# Tomio Okamura
Pour les articles homonymes, voir Okamura.
Tomio Okamura (岡村 富夫, Okamura Tomio), né le 4 juillet 1972, à Tokyo, est un homme politique tchèque d'origine japonaise. Parlementaire, il fonde et préside à partir de 2013 le parti de droite Aube, puis à partir de 2015 le parti d'extrême droite Liberté et démocratie directe (SPD).

## Biographie
Tomio Okamura est né d'une mère tchèque et d'un père nippo-coréen.

## Idéologie
Tomio Okamura est connu pour son opposition à toute immigration de masse notamment à celle venant des pays musulmans. Il avance que l'islam devrait être interdit en République tchèque considérant que celui-ci n'est pas seulement une religion mais une idéologie politique « prêchant la supériorité d'un groupe particulier sur un autre : les hommes sur les femmes, les croyants sur les incroyants ».
Dans le cadre de la crise migratoire en Europe, il s'est fortement opposé à tout quota de migrants imposé par l'Union européenne, affirmant à ce sujet : « nous vivons sous la dictature de l'UE ... Même, l'Union soviétique n'avait pas osé nous dicter qui devrait ou ne devrait pas vivre ici. »
Il critique le milliardaire américain George Soros, qu'il accuse d'« exercer une influence pro-migratoire sur la politique tchèque et internationale à travers ses ONG, qui propagent le multiculturalisme et le mondialisme ».

## Ouvrages
- Tomio Okamura - Český sen (« Tomio Okamura - Le rêve tchèque »), 2010
- Umění vládnout (« Art de la gouvernance »), 2011
- Umění žít (« L'Art de vivre »), 2012
- Umění přímé demokracie (« L'Art de la démocratie directe »), 2013
- Velká japonská kuchařka (« Le Grand Livre de la cuisine japonaise »), 2013